# یوری ساک
یوری ساک (اوکراینی: Юрій Миколайович Сак؛ زادهٔ ۳ ژانویهٔ ۱۹۶۷) بازیکن فوتبال اهل اوکراین است.
از باشگاه‌هایی که در آن بازی کرده‌است می‌توان به باشگاه فوتبال تورپیدو زاپروژیا، باشگاه فوتبال کریلیا سووتوف سامارا، باشگاه فوتبال متالورگ زاپروژیا، باشگاه فوتبال ماریوپول، باشگاه فوتبال اسپارتاک مسکو، و باشگاه فوتبال چورنومورتس اودسا اشاره کرد.
وی همچنین در تیم ملی فوتبال اوکراین بازی کرده‌است.